# 新安钱武肃王祠
31°27′06″N 120°18′45″E / 31.45175°N 120.31246°E
新安钱武肃王祠、裕庆寺、裕庆禅院、俗称南草庵，位于中华人民共和国江苏省无锡市滨湖区华庄街道震湖村、无锡贡湖湾湿地公园内，是无锡市文物保护单位。

## 特点
此地原有东平王庙，纪念唐朝将领张巡，随后建造裕庆禅院和钱武肃王祠（纪念吴越王钱镠）。祠堂为三进古建筑，存于莲花经幢残石、抱鼓石等明朝石件，两棵古银杏。清嘉庆十四年（1809）当地重修并有碑记一块。同治十一年（1872年），再次重修并有《重修新安乡钱武肃王祠堂碑记》一块。2003年，无锡市人民政府公布其为无锡市文物保护单位。2016年，更名为新安钱武肃王祠。

## 图库

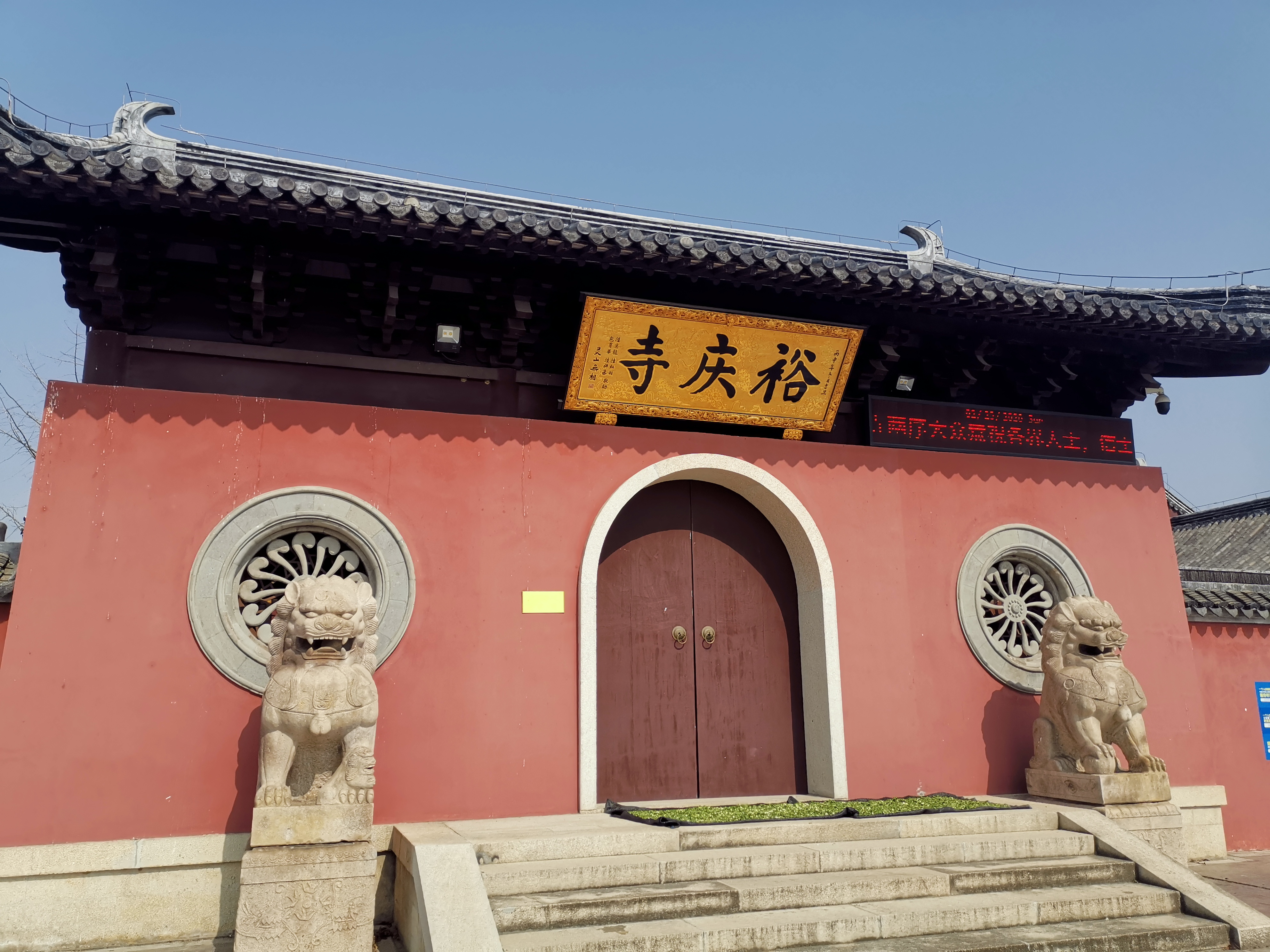
裕庆寺
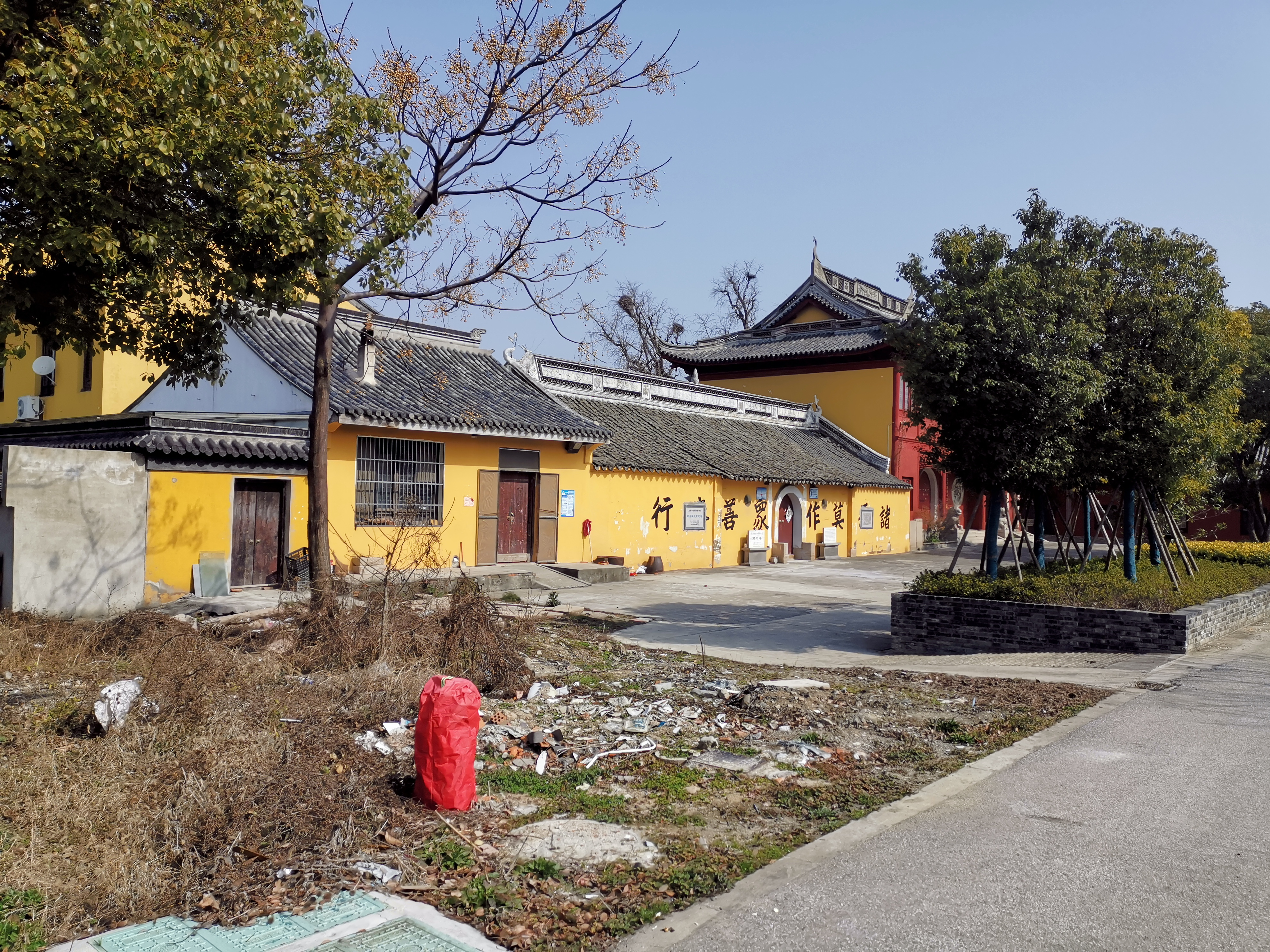
新安钱武肃王祠外景
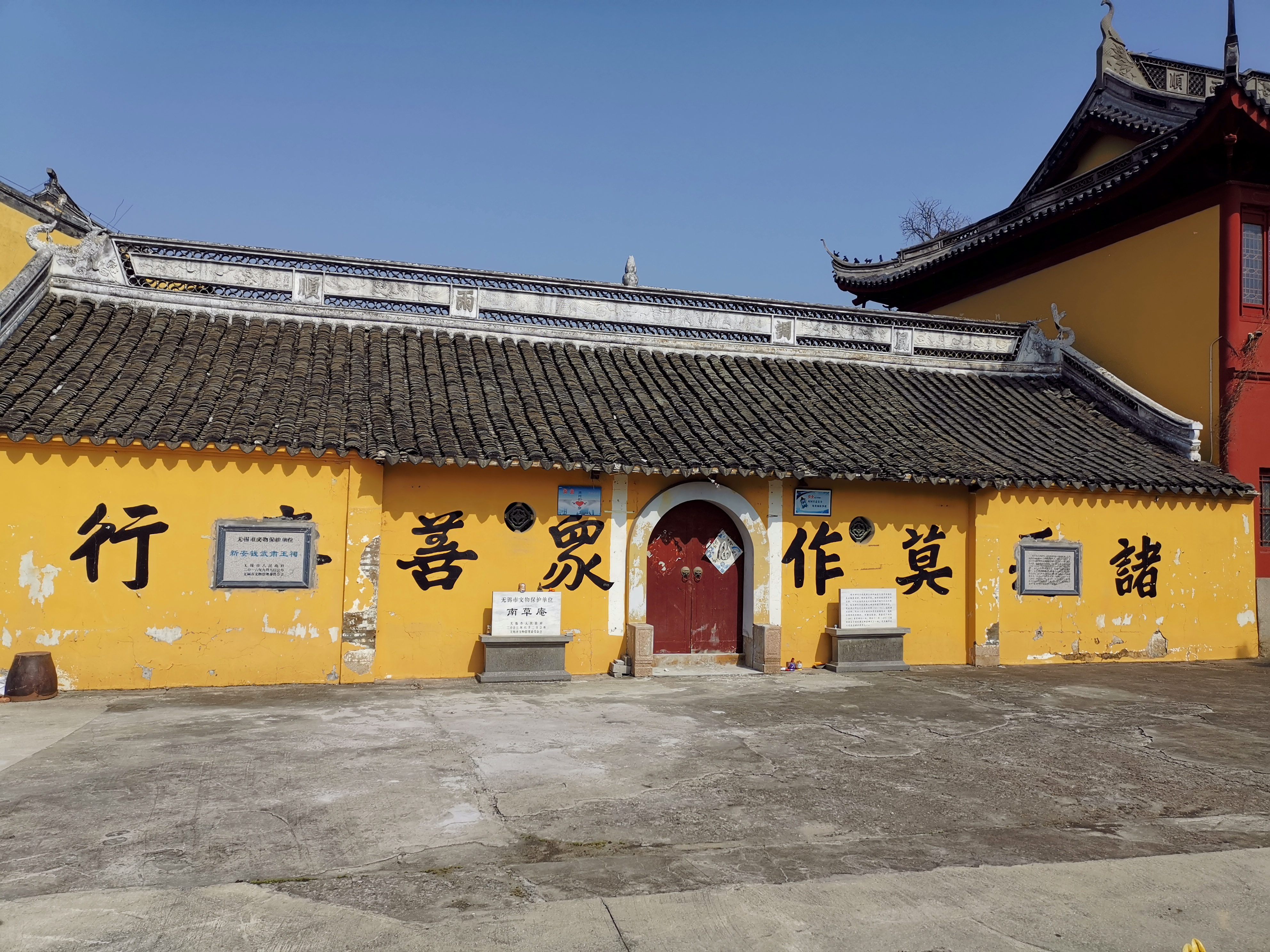
新安钱武肃王祠外景
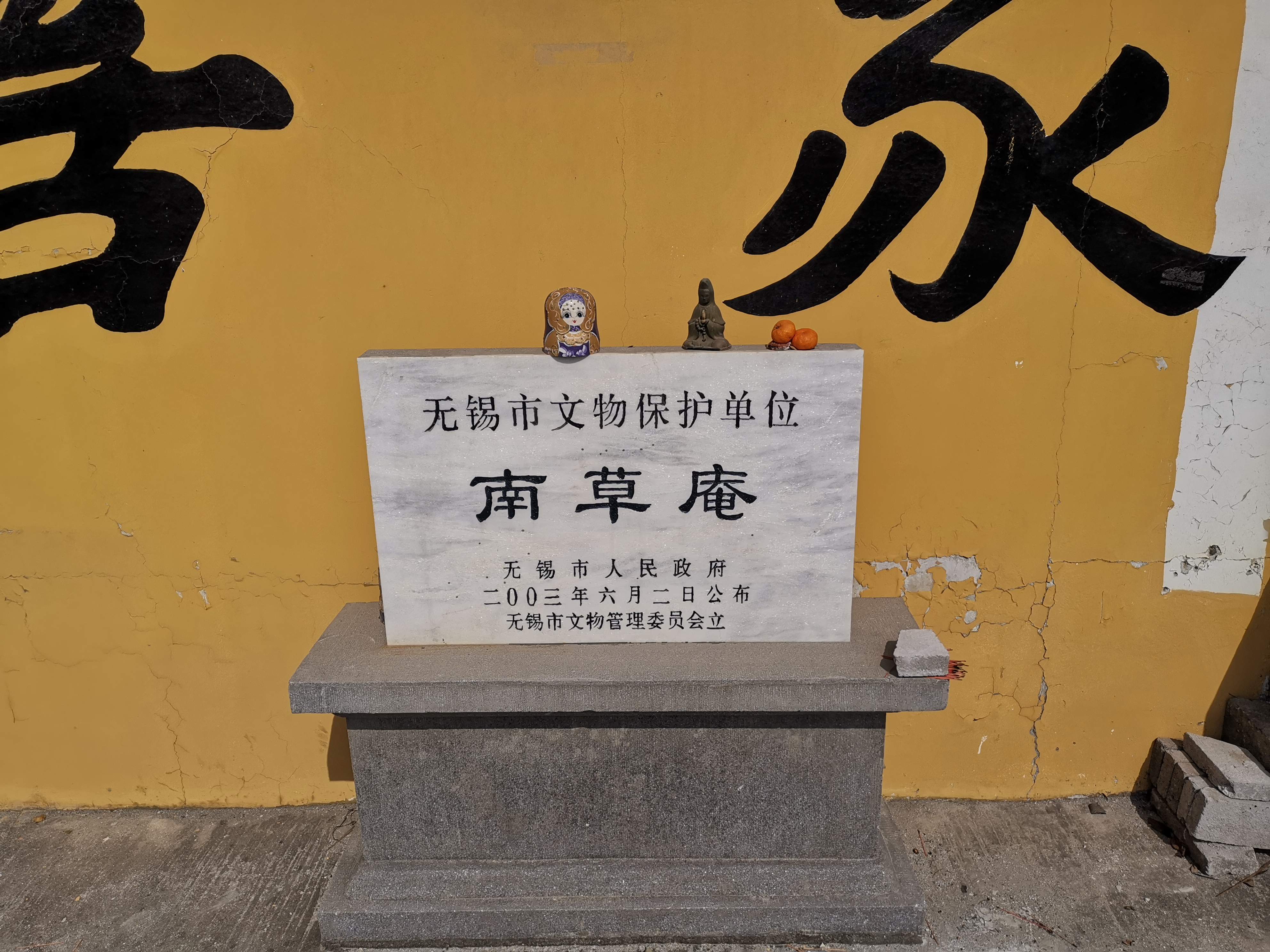
南草庵文保牌
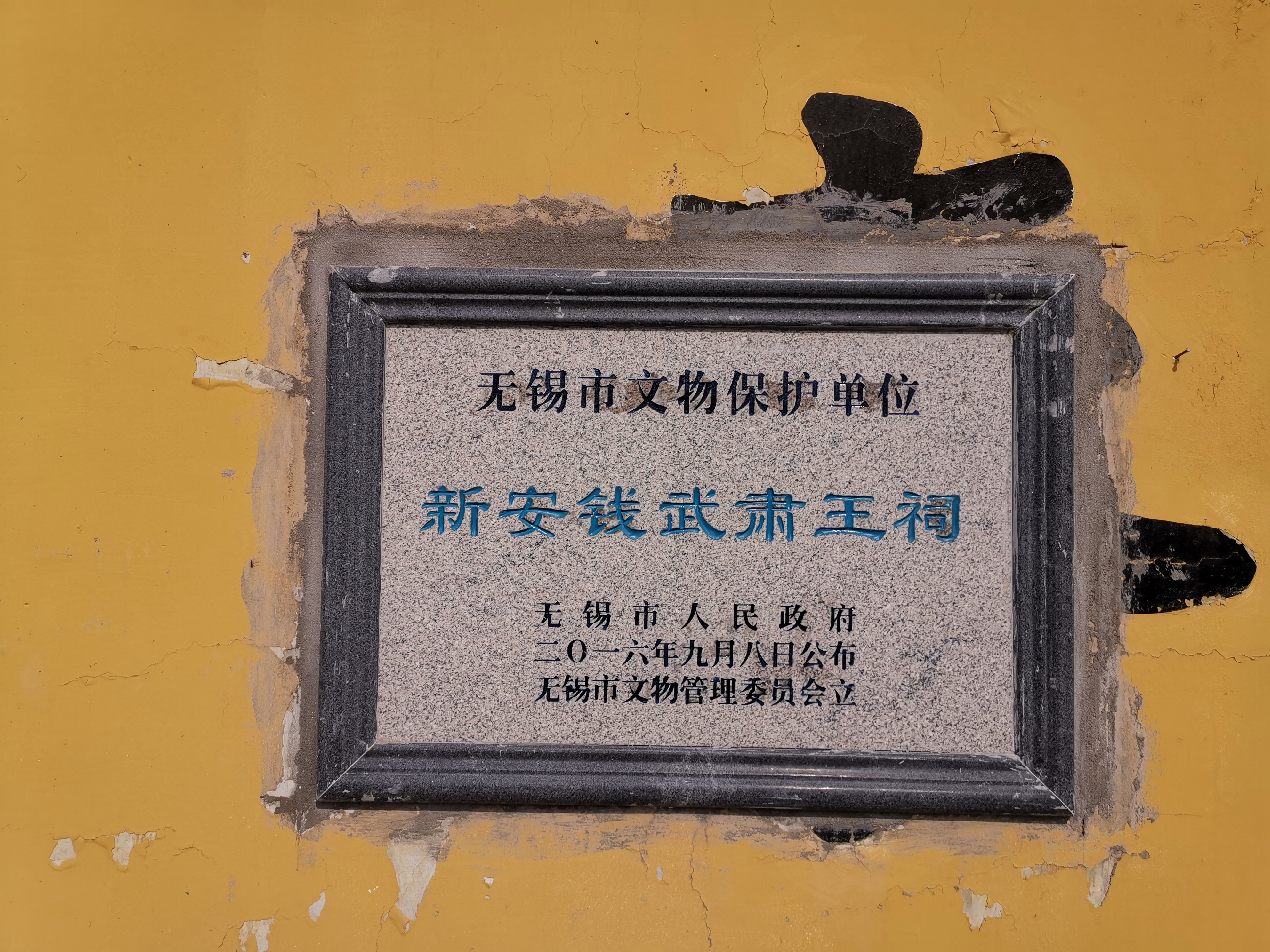
新安钱武肃王祠文保牌
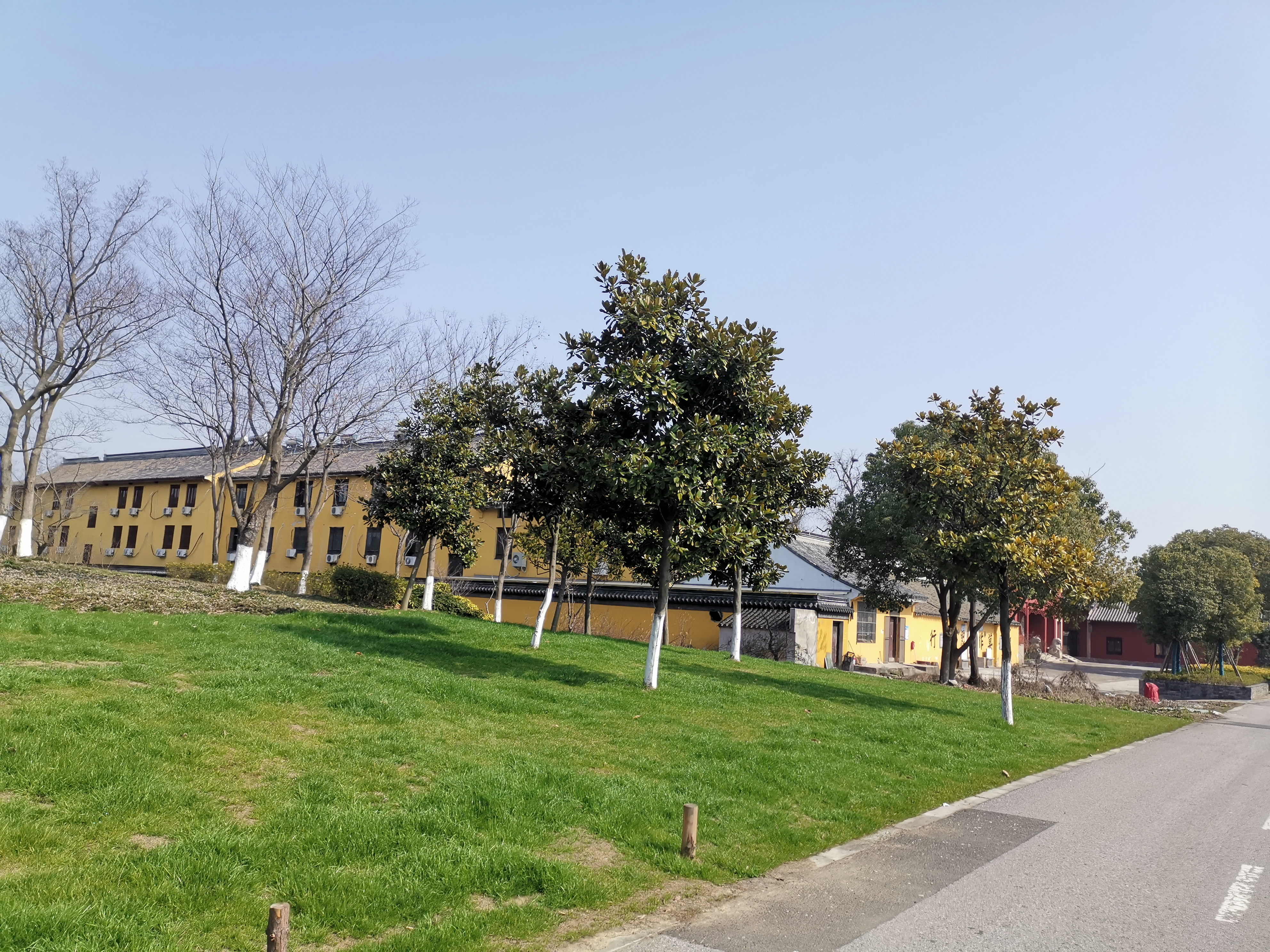
新安钱武肃王祠远景